# Noorderpark (Assen)
De wijk Noorderpark in Assen, provincie Drenthe (Nederland), is voor een groot deel tussen 1960 en 1970 ontstaan. In die jaren werd gebouwd rond de bestaande woningen in de Venestraat, Molenstraat en Groningerstraat. Deze stammen grotendeels uit het begin van de twintigste eeuw.
Het Noorderpark bestaat voor een groot deel uit huurwoningen, waaronder appartementen en rijtjeshuizen. In woonbuurt De Gaarde zijn 83 nieuwe koopwoningen gebouwd. De stedenbouwkundige opzet van De Gaarde doet denken aan de traditionele Drentse brinkdorpen. In de componistenbuurt van het Noorderpark staan nog zo'n 200 vrijstaande en twee-onder-een-kapwoningen.